# Stefan Freitag

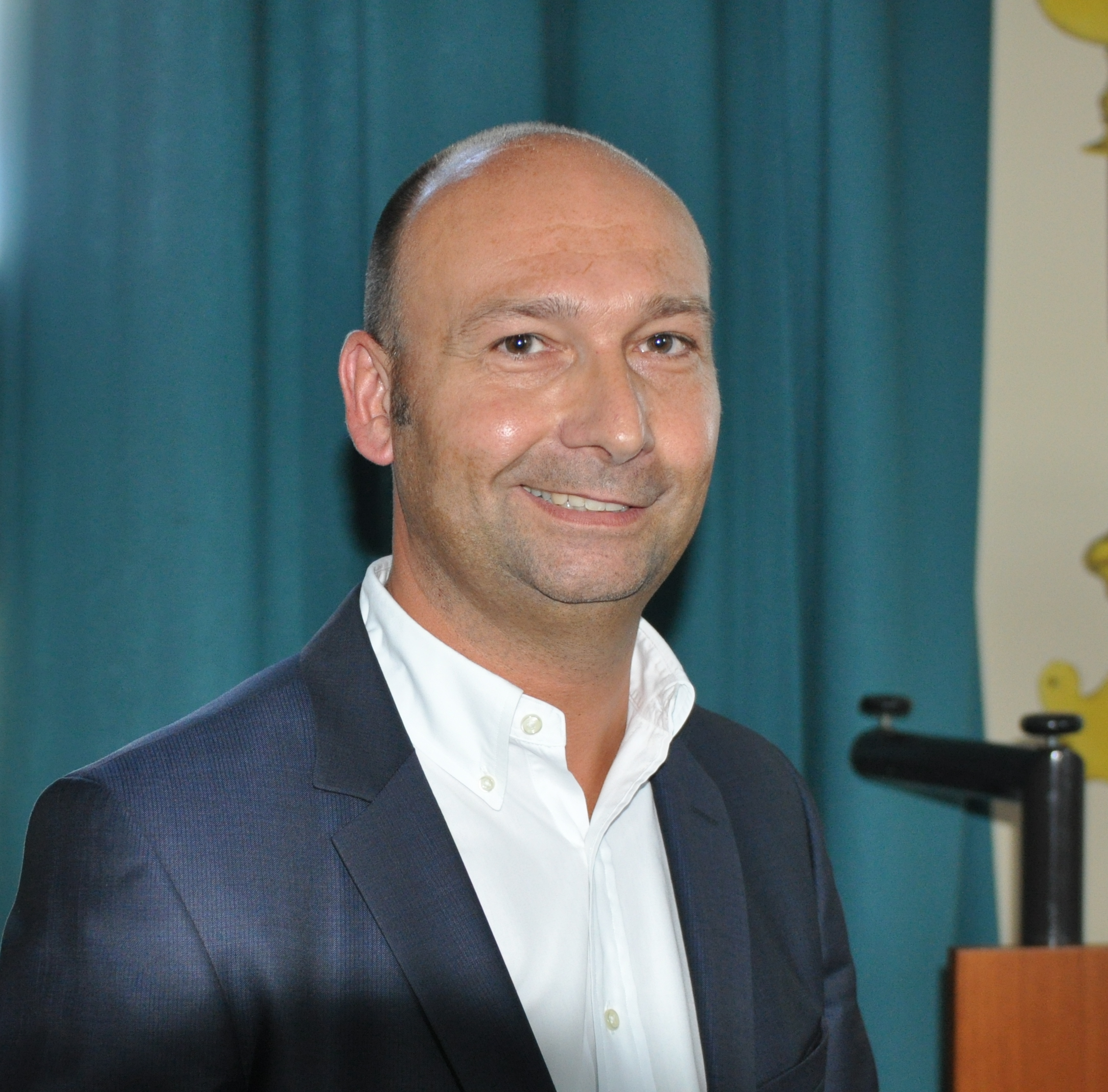
Stefan Freitag 2014

Stefan Freitag (* 2. April 1968 in Velbert) ist ein deutscher Politiker. Er war von 2004 bis 2014 parteiloser Bürgermeister der Stadt Velbert.

## Leben
Freitag besuchte das Geschwister-Scholl-Gymnasium in Velbert, an dem er im Juni 1987 das Abitur machte. Anschließend studierte er bis 1990 an der Fachhochschule für öffentliche Verwaltung und absolvierte eine Ausbildung für den gehobenen nichttechnischen Verwaltungsdienst bei der Stadt Velbert. Im Jahr 1990 machte er seinen Abschluss als Diplom-Verwaltungswirt (FH). Die ersten drei Jahre war er beim Hauptamt der Stadt Velbert im Bereich "Allgemeine Organisationsaufgaben" mit dem Aufbau einer Bürgerberatungsstelle betraut. Ab 1993 arbeitete er als persönlicher Referent der Stadtdirektoren Reinhard Fingerhut und Hanns-Friedrich Hörr, bis er 1997 als Projektverantwortlicher der Planungsphase mit dem Aufbau der Technischen Betriebe Velbert beauftragt wurde. Anschließend hatte er die Kaufmännische Leitung der Technischen Betriebe Velbert inne. 
Am 1. Juli 1997 wurde Freitag zum Beigeordneten der Stadt Velbert gewählt und beinahe zwei Jahre später, am 1. April 1999 zum Kämmerer der Stadt Velbert. Außerdem wurde er Erster Beigeordneter Velberts und somit allgemeiner Vertreter des Velberter Bürgermeisters. Bei der Bürgermeisterwahl am 1. Oktober 2004 wurde er mit 64,45 % als parteiloser Kandidat mit Unterstützung von CDU, SPD, FDP und der Wählergemeinschaft "Stadtteile voran" mit 64,45 % zum Velberter Bürgermeister gewählt. Bei der Wahl 2009 wurde Freitag mit 73,8 % wiedergewählt. Zur Kommunalwahl 2014 trat er nicht mehr an. Sein Nachfolger wurde Dirk Lukrafka.
Bei der Kommunalwahl tritt er für die Wählergemeinschaft Velbert anders im Wahlbezirk 3 an und bewirbt sich damit um einen Sitz im Rat der Stadt Velbert.